# Gaston (cràter)
Gaston és un petit cràter d'impacte pertanyent a la cara visible de la Lluna. Es troba a la Mare Imbrium, al nord-est del cràter Delisle, i al nord-oest de dos petits cràters: Boris i Linda.

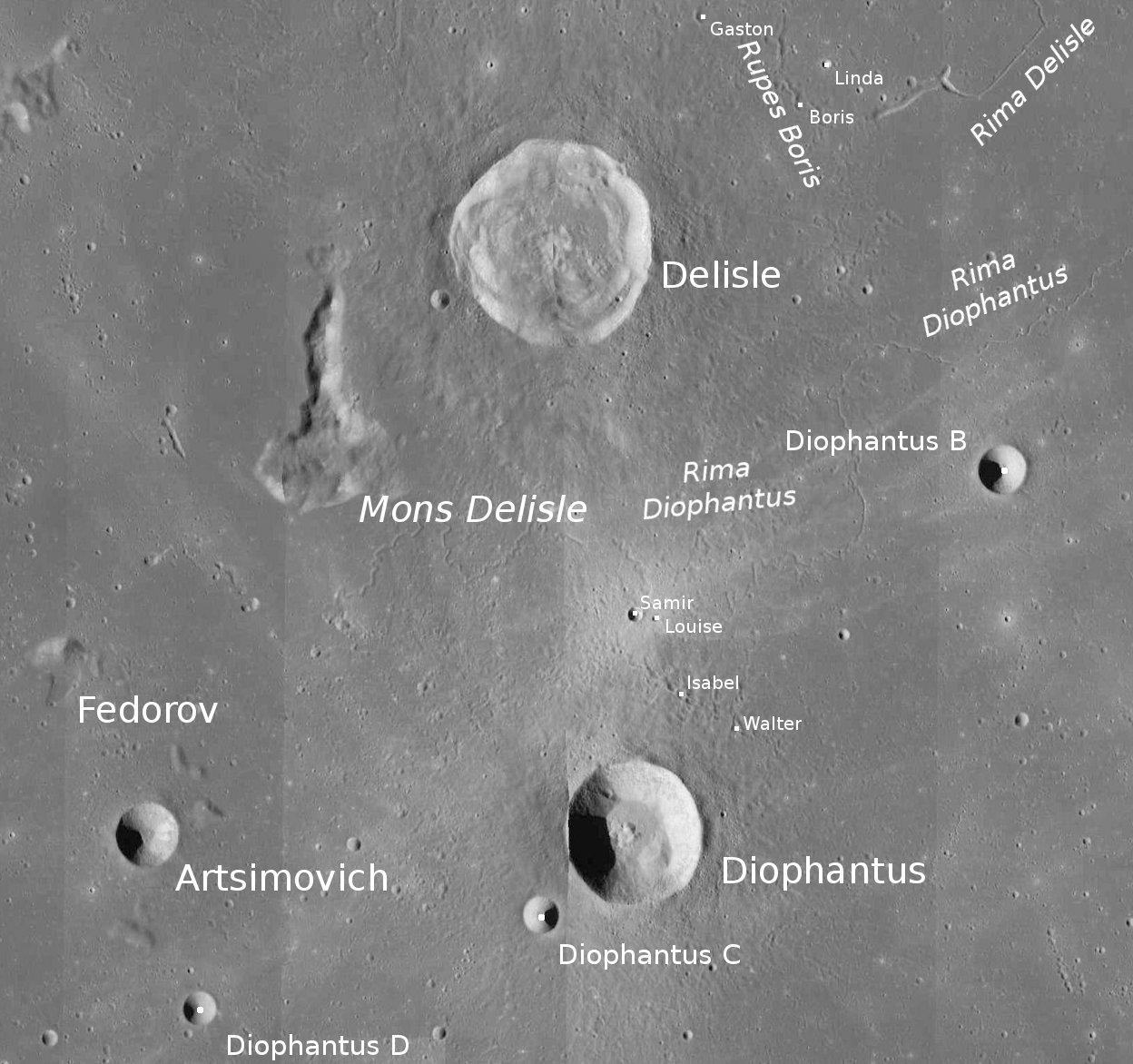
Localització de Gaston (centre superior dreta de la imatge)
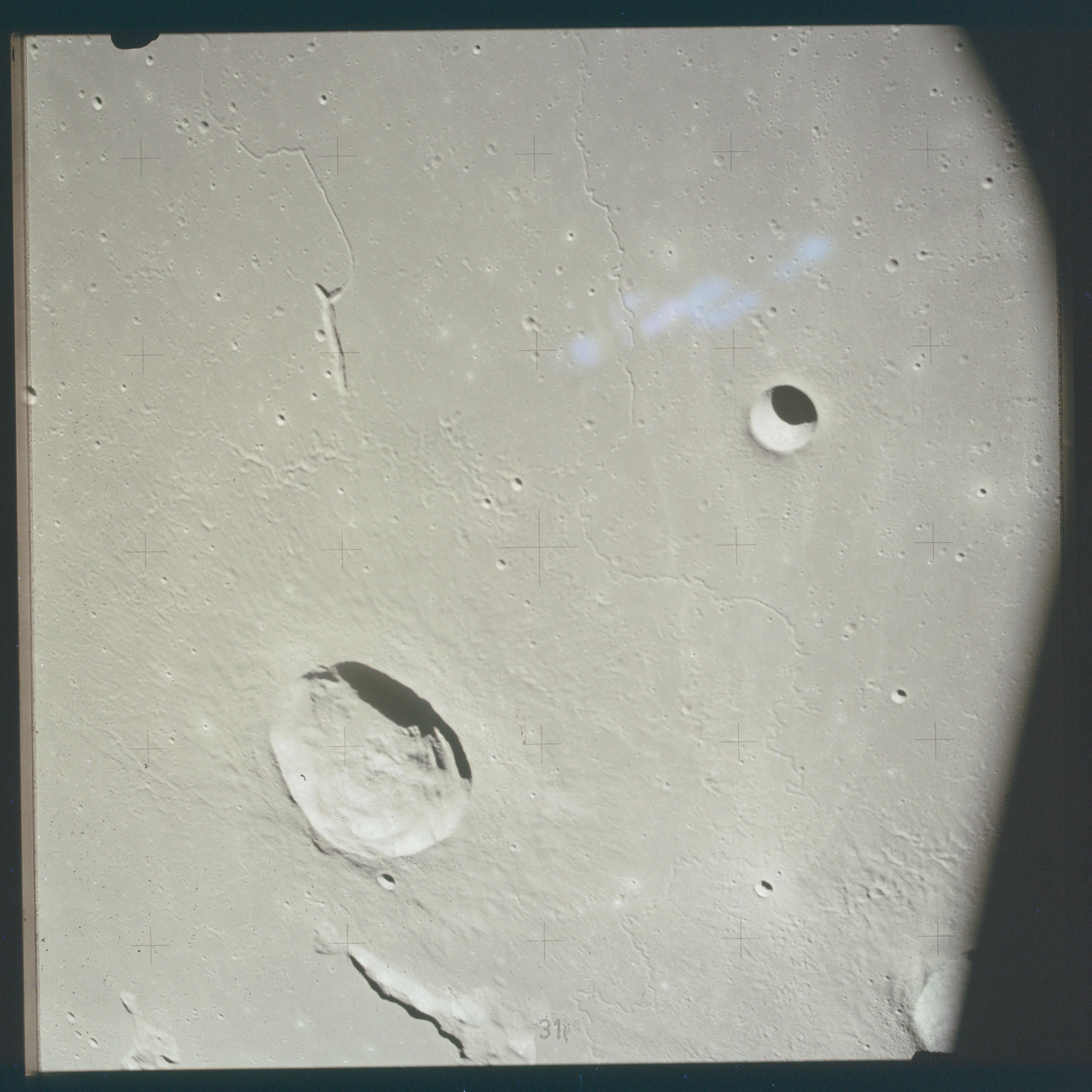
Gaston (vista oblíqua de la vora de Delisle)
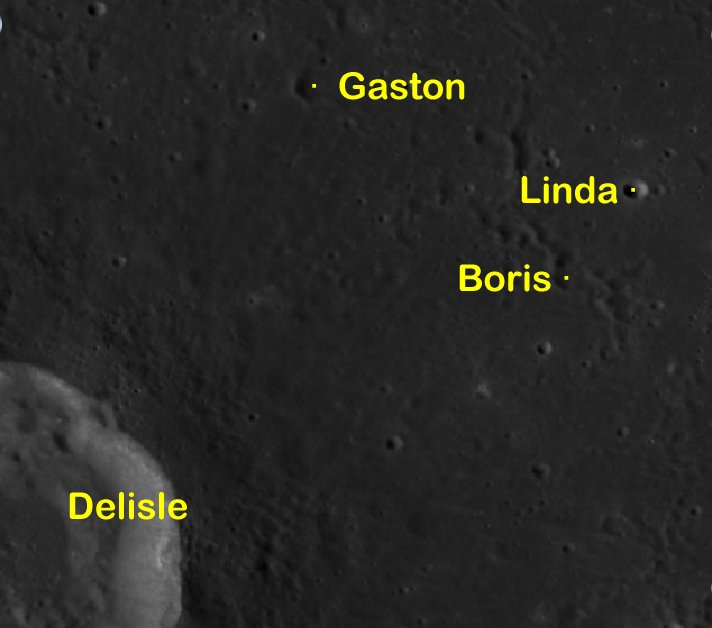
Cràters propers (imatge LRO)

L'origen del nom es remunta a una denominació original no oficial inclosa en la pàgina 39B2 / S2 de la sèrie de mapes Lunar Topophotomap de la NASA, adoptada per la UAI en 1976.